# Nicole Regnier
Nicole Regnier Palácios (Cali, 28 de fevereiro de 1995) é uma futebolista profissional colombiana que atua como atacante.

## Carreira
Nicole Regnier fez parte do elenco da Seleção Colombiana de Futebol Feminino, nas Olimpíadas de 2016.